# Fentes de Young
Pour les articles homonymes, voir Young.

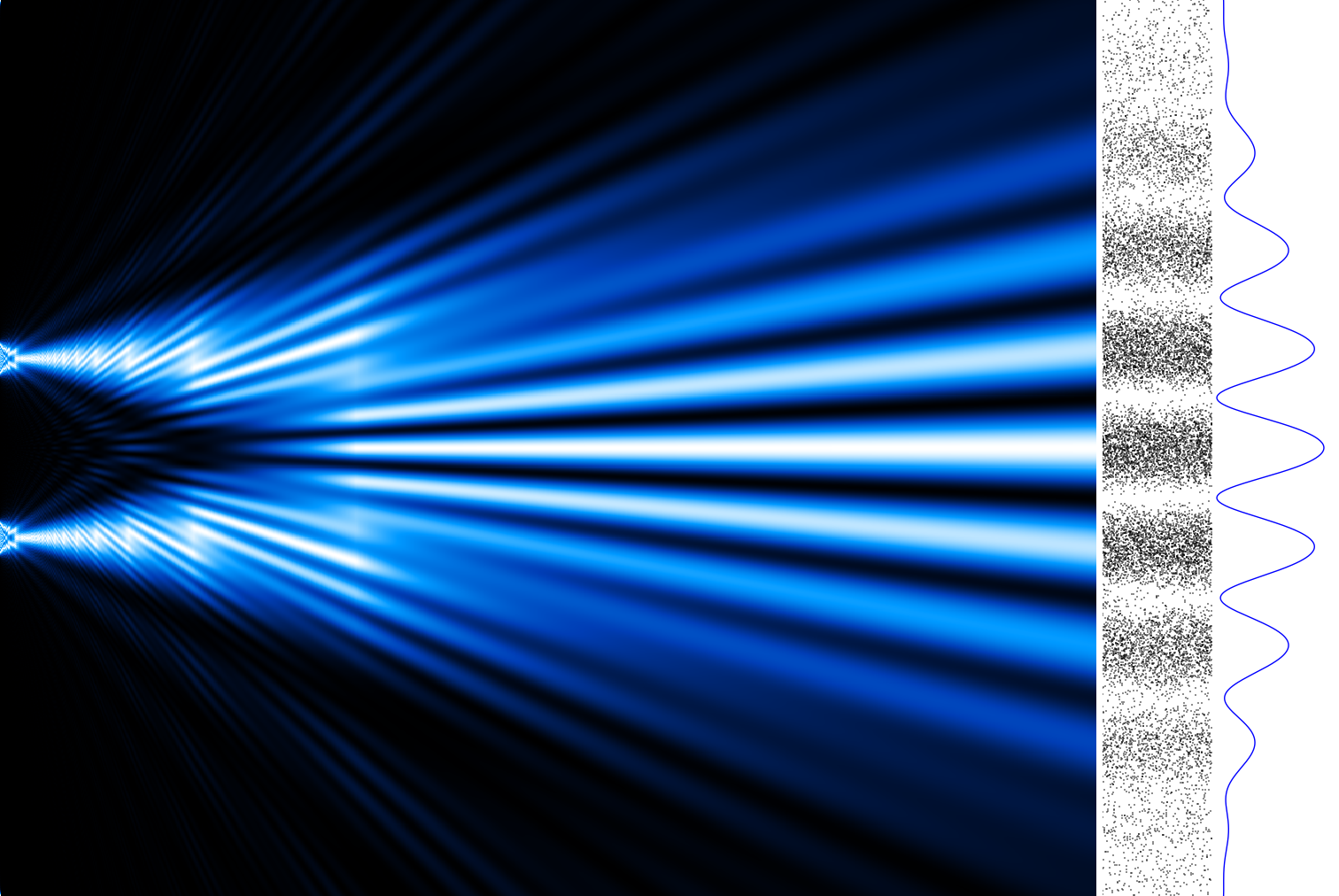
Simulation de l'expérience des fentes de Young avec des électrons. Figure de gauche : évolution (de gauche à droite) de l'intensité du jet d'électrons au sortir des fentes (gauche) jusqu'à l'écran de détection situé à 10 cm après les fentes (droite). Plus l'intensité est importante (probabilité de présence importante), plus la couleur est bleu clair - Figure au centre : impacts des électrons sur l'écran de détection - Figure de droite : intensité des électrons dans l'approximation de champs lointain. Données numériques issues de l'expérience de Claus Jönsson (1961). Les photons, atomes et molécules suivent une évolution similaire.

Les fentes de Young (ou interférences de Young) désignent en physique une expérience qui consiste à faire interférer deux faisceaux de lumière issus d'une même source, en les faisant passer par deux petits trous percés dans un plan opaque. Cette expérience fut réalisée pour la première fois par Thomas Young en 1801 et permit de comprendre le comportement et la nature de la lumière. Sur un écran disposé en face des fentes de Young, on observe un motif de diffraction qui est une zone où s'alternent des franges sombres et illuminées.
Cette expérience permet alors de mettre en évidence la nature ondulatoire de la lumière. Elle a été également réalisée avec de la matière, comme les électrons, neutrons, atomes, molécules, avec lesquels on observe aussi des interférences. Cela illustre la dualité onde-particule : les interférences montrent que la matière présente un comportement ondulatoire, mais la façon dont elles sont détectées (impact sur un écran) montre leur comportement particulaire.

## Introduction
La lumière qui arrive à chacune des deux fentes est de même fréquence — c'est-à-dire de même longueur d'onde — car elle provient de la même source.
Au passage des fentes, la matière présente le long des fentes diffuse la lumière vers chaque direction en raison d'un phénomène de diffraction.
La lumière arrive finalement sur l'écran par les deux chemins chacun passant par une fente.
La superposition de ces deux lumières fait apparaître les figures rayées d'ombre et de lumières, alors qu'en l'absence de la seconde fente il n'y aurait pas d'ombre.
Pour le néophyte, l'interprétation consiste à dire que les deux lumières s'ajoutent, et que la couleur affichée dépend de la longueur de chacun de deux trajets, et donc du temps pris par la lumière pour aller d'un point à un autre, ainsi que la différence entre les deux chemins.
Ces observations ont permis de développer des théories ondulatoires — et particulaires — qui permettent de calculer de manière précise le phénomène.

## Interprétation classique du phénomène

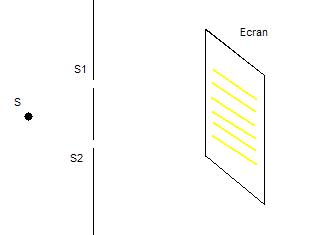
Schéma de principe des fentes de Young.

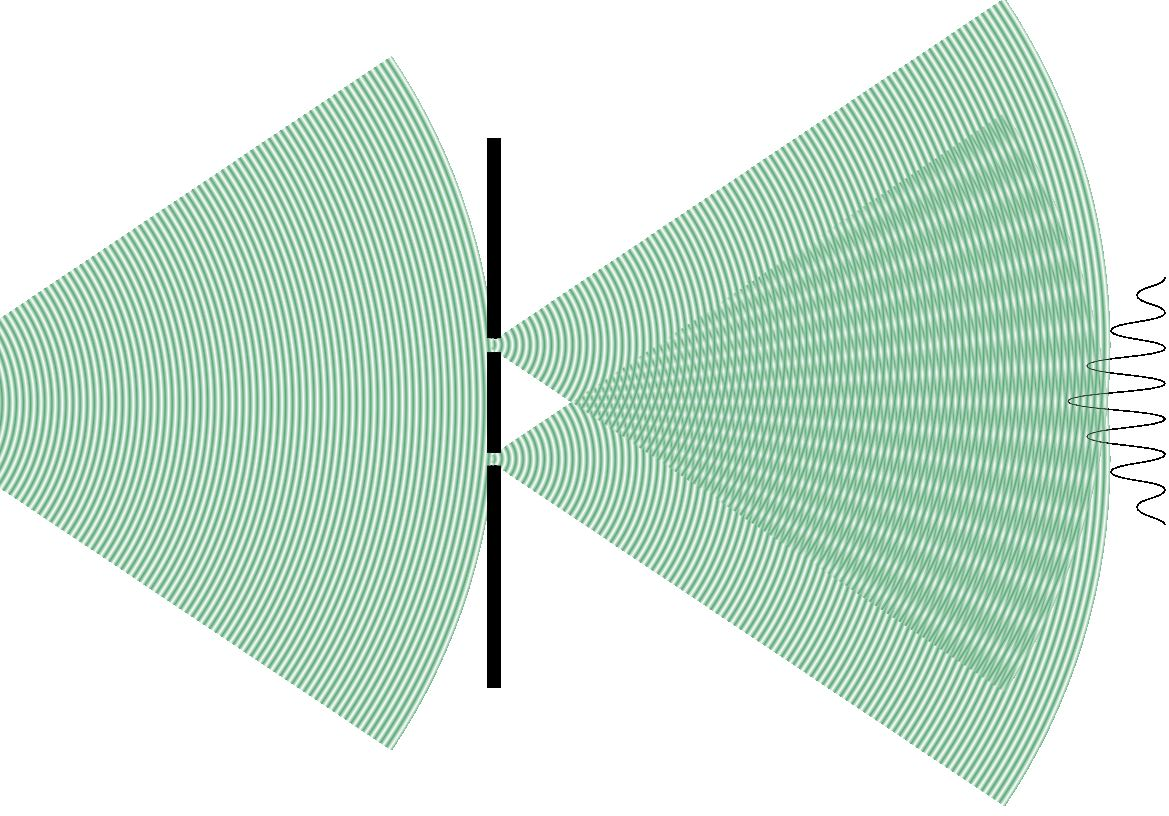
Illustration de l'apparition de franges d'interférences.

Une propriété fondamentale des ondes est leur capacité à interagir entre elles, c'est-à-dire de s'additionner si elles sont en phase ou de s'annuler en cas de déphasage, exactement comme le feraient 2 vagues identiques se croisant, dont la vague résultante serait soit 2 fois plus haute (les crêtes d'une vague correspondent aux crêtes de l'autre), soit inexistante (les crêtes de l'une correspondent aux creux de l'autre). Or, l'expérience de Young a montré que 2 rayons lumineux sont capables de s'additionner (frange brillante) ou de s'annuler (frange sombre) lorsqu'ils sont mis en relation, prouvant ainsi la nature ondulatoire de la lumière.
Dans l'expérience de Young, on utilise une source lumineuse S monochromatique et on interpose une plaque percée de 2 fentes. Celles-ci se comportent comme des sources secondaires S1 et S2. On observe alors, sur un écran placé derrière, des franges alternativement sombres et claires : les ondes issues de S1 et S2 interfèrent entre elles.

Schéma de expérience des fentes de Young

Considérons maintenant un point M situé sur l'écran. Il est éclairé par les ondes lumineuses émises par S1 et S2 qui peuvent s'écrire respectivement, au point M :
{\displaystyle E_{1}=E_{0}\cdot \sin(\omega \cdot t)\ }
et
{\displaystyle E_{2}=E_{0}\cdot \sin(\omega \cdot t-\Delta \varphi )\ },
où {\displaystyle E_{0}} est l'amplitude, ω la pulsation des ondes, Δφ leur déphasage et t le temps.
Δφ caractérise le fait qu'une onde a un certain retard par rapport à l'autre. En effet, pour arriver au point M, le chemin à parcourir n'est pas de la même longueur pour la lumière qui provient d'une source ou de l'autre.
Si Δφ est un multiple de 2π, les ondes s'ajoutent et on obtient une frange lumineuse sur l'écran, ce que l'on appelle une interférence constructive. En revanche si Δφ est un multiple impair de π alors les ondes s'annulent et on obtient une frange sombre sur l'écran, c'est alors une interférence destructive. Cela explique pourquoi on observe, sur l'écran, des franges successivement claires et sombres. Mais il n'y a pas, a priori, de formule simple permettant de décrire ces franges. Pour simplifier le problème, il est possible de supposer que l'écran est placé loin des fentes.

### Cas d'un écran éloigné
Supposer que l'écran est éloigné des fentes revient, plus précisément, à supposer que la distance D entre l'écran et les fentes est grande devant la distance d entre les fentes (c'est-à-dire D ≫ d).
Cette approximation est utile dans le calcul de Δφ. En effet, les distances de M à S1 et de M à S2, notées respectivement r1 et r2, vérifient alors :
{\displaystyle r_{2}-r_{1}={\frac {d}{D}}\cdot x}
où x est la distance de M au centre de l'écran.
Cette différence de trajet, souvent appelée différence de marche, correspond à un déphasage entre les deux rayons :
{\displaystyle \Delta \varphi ={\frac {2\pi }{\lambda }}{\frac {d}{D}}\cdot x}.
On peut alors montrer que l'intensité reçue au niveau de l'écran est proportionnelle à :
{\displaystyle \cos ^{2}\left({\frac {\Delta \varphi }{2}}\right)=\cos ^{2}\left({\frac {\pi }{\lambda }}{\frac {d}{D}}\cdot x\right)}
L'intensité est donc répartie de manière périodique : les franges sont séparées d'une distance e = D * λ / d. Cela correspond, pour une lumière visible et avec des fentes espacées d'un millimètre, à des franges séparées d'un millimètre sur un écran placé à deux mètres.

### Cas d'un écranà l'infini

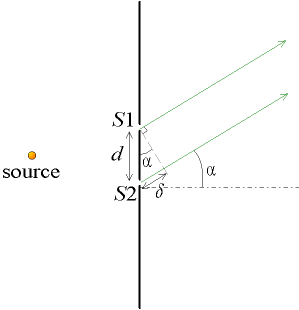
Relations géométriques dans le cas d'un écran à l'infini

Pour pousser l'approximation à sa limite, on peut étudier le cas où les rayons interfèrent à l'infini, c'est-à-dire lorsqu'ils sont parallèles entre eux. Dans la pratique, cela s'obtient en plaçant l'écran à plusieurs mètres des fentes, ou bien en plaçant l'écran au foyer image d'une lentille convergente.
Dans ce cas, on montre rapidement (voir la figure ci-contre) que la différence de marche entre deux rayons interférant entre eux vaut :
{\displaystyle \delta =d\cdot \sin \alpha \simeq d\cdot \alpha }.
Le même raisonnement que dans la partie précédente donne un angle entre les franges valant λ/d.
Ces résultats aboutissent aux observations suivantes :
- plus les fentes sont éloignées l'une de l'autre, plus les franges sont rapprochées ;
- plus l'écran est éloigné, plus les franges sont espacées.

### Rôle de la diffraction par chaque fente

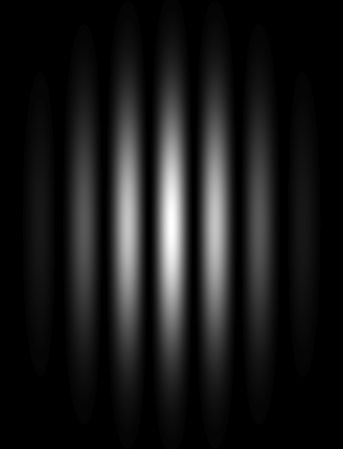
Figure observée.

Les calculs précédents montrent que l'intensité des franges est partout égale. Or on observe (voir figure ci-contre) que leur intensité diminue lorsqu'on s'éloigne du centre de l'écran. Deux phénomènes sont à l'origine de cette observation.
Premièrement, les fentes ont une certaine largeur, ce qui implique un phénomène de diffraction par chacune des fentes. En effet, une lumière envoyée sur un petit trou n'en ressort pas de façon isotrope (on observe une tache d'Airy). Cela se traduit par le fait que la lumière est majoritairement dirigée vers l'avant. Cet effet se répercute sur la figure observée après les fentes de Young : l'intensité des franges décroît au fur et à mesure que l'on s'éloigne du centre. Pour en tenir compte, il faut rajouter le facteur suivant à l'intensité reçue par l'écran :
{\displaystyle \mathrm {sinc} ^{2}\left({\frac {\pi l}{\lambda D}}\cdot x\right)}
où sinc est la fonction sinus cardinal et l est la largeur de chaque fente.

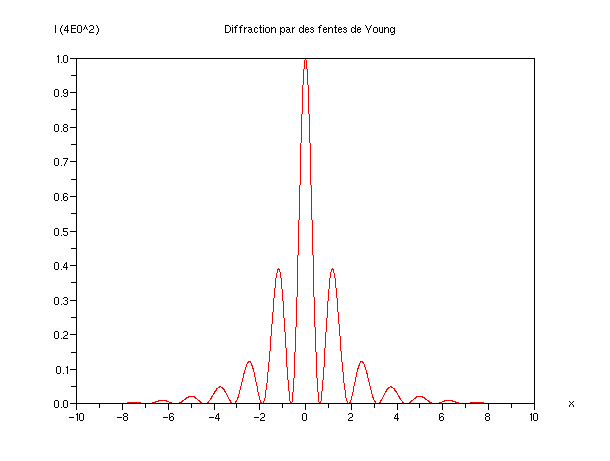
Simulation d'un profil d'intensité avec une longueur d'onde λ = 630 nm (rouge), une distance entre les fentes d = 0,5 µm, une distance fente-écran D = 1 m et une largeur de fente de 0,05 µm ; A = 1,26 m

Le second phénomène à prendre en compte est le fait que les ondes émises en S1 et S2 sont des ondes sphériques, c'est-à-dire que leur amplitude décroît au fur-et-à-mesure qu'elles avancent. Ainsi l'amplitude de E1 et de E2 ne sera pas la même au point M. Cela donne un nouveau facteur à rajouter à l'intensité :
{\displaystyle {\frac {1}{D^{2}+x^{2}}}}
On a donc finalement
{\displaystyle I_{r}={\frac {4E_{0}^{2}}{D^{2}+x^{2}}}\cdot \mathrm {sinc} ^{2}\left({\frac {\pi l}{\lambda D}}x\right)\cdot \cos ^{2}\left({\frac {\pi d}{\lambda D}}x\right)}.

### Représentation du phénomène par des lignes de flux d'énergie
En complément de la théorie ondulatoire de Fresnel, il est possible de représenter le phénomène d'interférences des fentes de Young par des lignes de flux d'énergie (pour une onde monochromatique dans le vide).

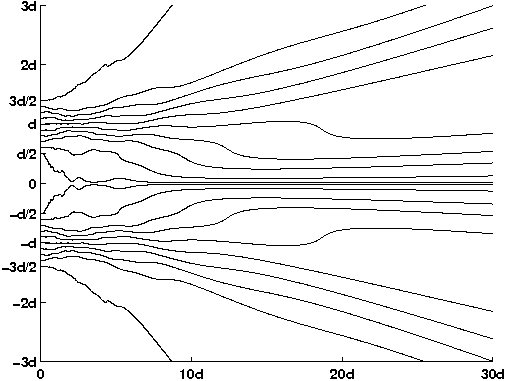
Simulation de 20 rayons lumineux correspondant à une onde plane monochromatique de lumière (λ= 0,5 μm) dont les positions initiales ont été tirées au hasard sur les deux fentes (d=5 μm). On retrouve évidemment les franges d'interférence.

Les lignes de flux d’énergie ont été définies depuis longtemps comme il est rappelé dans le célèbre cours de Max Born et Emil Wolf Principes of Optics. Ces lignes de flux d'énergie sont obtenues par l'équation {\displaystyle dr/dt=\langle S\rangle /\langle u\rangle } où {\displaystyle \langle S\rangle } est la moyenne temporelle du vecteur de Poynting représentant le flux d'énergie et {\displaystyle \langle u\rangle } la moyenne temporelle de la densité d'énergie.
Pour des ondes monochromatiques dans le vide, ces lignes de flux d'énergie sont une généralisation des rayons de l'optique géométrique. En effet, si nous diminuons la longueur d'onde de la lumière, le phénomène ondulatoire disparaît et les lignes de flux d'énergie convergent vers les rayons rectilignes de l'optique géométrique. Par analogie, on les appelle les rayons lumineux de l'optique physique.

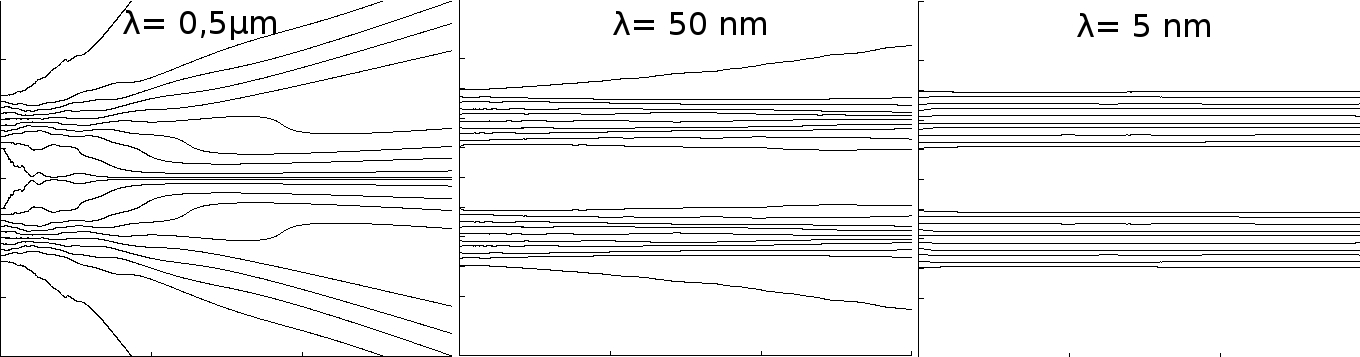
Évolution des lignes de flux d'énergie quand la longueur d'onde décroît : λ= 0,5 μm ; λ= 50 nm ; λ= 5 nm.

## Interprétation quantique du phénomène

Les franges d'interférence se constituent petit à petit

Densité de probabilité d'un électron au passage des deux fentes

L'expérience originelle de Thomas Young pouvait être interprétée de manière « classique » (voir ci-dessus), en utilisant les simples lois de Fresnel, et mettait en évidence le caractère ondulatoire de la lumière.
L'expérience de Young a par la suite été affinée, notamment faisant en sorte que la source S émette un quantum à la fois. Par exemple, on peut à l'heure actuelle émettre des photons ou des électrons un par un. Ceux-ci sont détectés un par un sur l'écran placé après les fentes de Young : on observe alors que ces impacts forment petit à petit la figure d'interférences. Selon des lois classiques concernant les trajectoires de ces corpuscules, il est impossible d'interpréter ce phénomène.
L'interprétation quantique du phénomène est la suivante : le quantum émis prend un état superposé lors du franchissement de la plaque : |quantum passe par S1〉 + |quantum passe par S2〉 (voir Notation bra-ket). De la fonction d'onde résultante, on peut déterminer pour chaque point de la plaque la probabilité que le quantum y soit détecté. On peut démontrer que la distribution des probabilités suit la figure d'interférence. Autrement dit, le quantum passerait par les deux fentes à la fois, et interfèrerait avec lui-même.
La figure ci-contre montre l'évolution de la fonction d'onde d'un électron au passage des deux fentes. Les niveaux de gris représentent la densité de probabilité de présence de l'électron. La taille réelle de l'électron est en fait bien plus petite que sa zone de probabilité de présence (en forme de cercle) initiale. On voit nettement que l'électron « interfère avec lui-même » : les franges d'interférences sont bien visibles aux sorties des deux fentes (l'électron possède aussi une certaine probabilité de « rebondir » et de former également une figure d'interférence vers l'arrière).

### Destruction de la figure d'interférence. Problème de la mesure

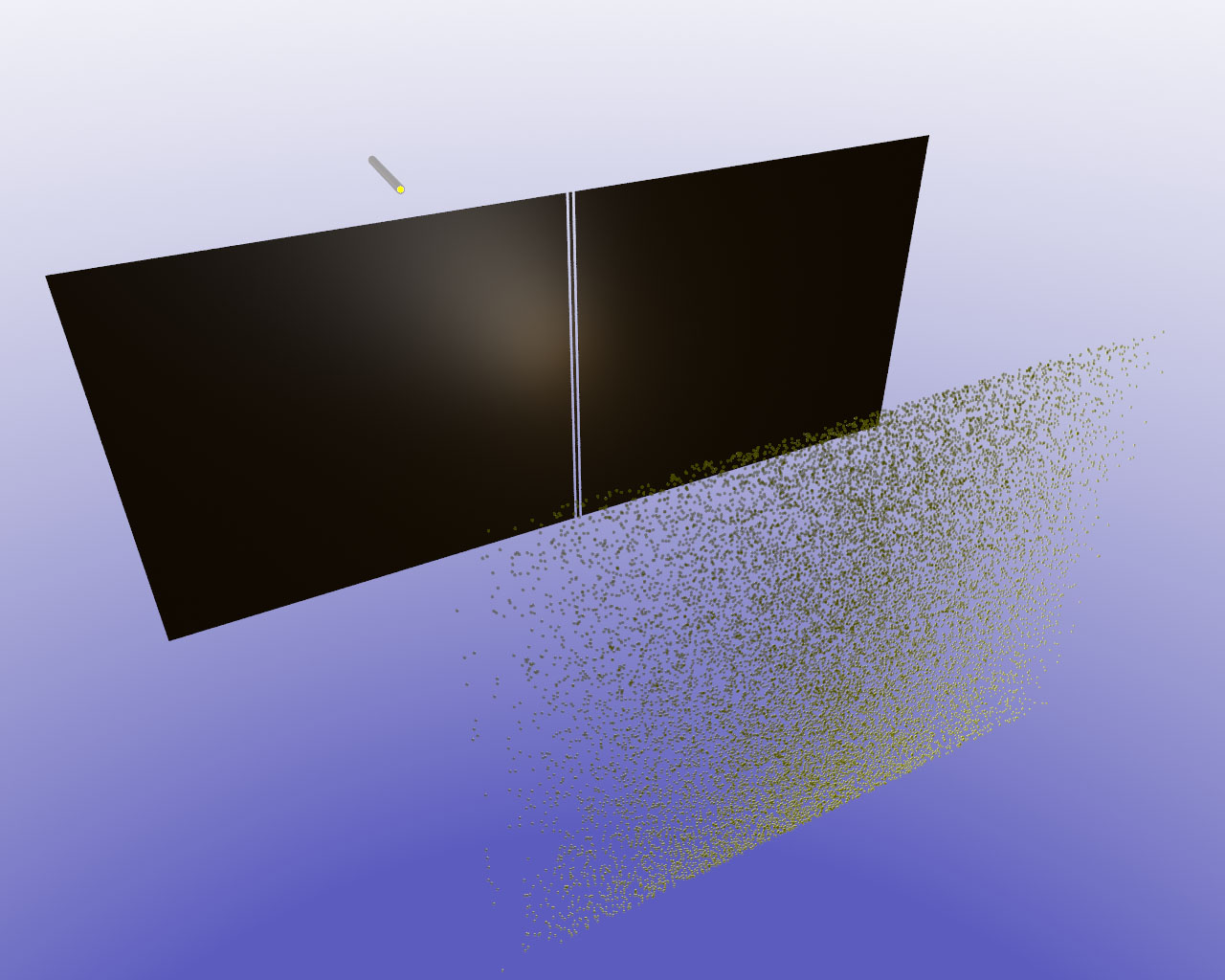
Destruction de la figure d'interférence

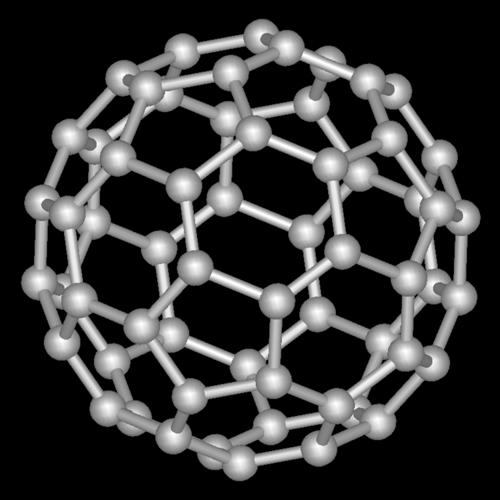
Exemple de fullerène, aussi appelé « footballène »

L'interprétation quantique de l'expérience repose sur le fait qu'une particule individuelle se retrouve dans un état superposé à la suite du franchissement des fentes. On peut interpréter ce fait en disant que la particule est passée par les deux fentes en même temps. Mais que se passe-t-il si, insatisfait par cette interprétation des choses, on cherche à détecter par quelle fente la particule « est réellement passée » ?
Le résultat net de l'expérience (reproduite par Frabboni et al.) avec des électrons est qu'on détecte bien que l'électron passe soit dans la fente de droite, soit dans la fente de gauche, mais alors la figure d'interférence disparaît : l'électron n'est plus dans un état superposé à cause de l'interaction avec un photon en vue d'une mesure (qu'on détecte l'électron ou non). L'interaction de l'électron avec un photon au niveau de l'une des fentes provoque un « effondrement de la fonction d'onde » et de l'état superposé. Il n'existe aucun moyen de savoir de quel côté le quantum est passé sans éliminer le phénomène d'interférence.
L'expérience de Young permet donc également de mettre en évidence le problème de la mesure quantique. Ce problème est que les lois quantiques ne prévoient pas directement cet effondrement, et qu'il n'existe donc pas de définition objective et rigoureuse de ce qu'est une « mesure » (voir traitement complet de ce problème dans les articles Chat de Schrödinger et Problème de la mesure quantique).
À l'heure actuelle, des développements sur le sujet permettent de réaliser des expériences très similaires sur des objets de plus en plus volumineux, comme les atomes, les molécules, les condensats de Bose-Einstein.
En 2003 un article met en évidence des interférences avec des molécules de fullerène. Ces expériences démontrent que la vision purement corpusculaire de la matière n'est pas satisfaisante même avec des objets de plus en plus gros, d'où la question récurrente de la dualité onde-corpuscule en physique quantique.